# Asilopsis
Asilopsis is een vliegengeslacht uit de familie van de roofvliegen (Asilidae).

## Soorten
- A. fuscula Cockerell, 1920